# مجموعه موراساکی شیکیبو
مجموعه موراساکی شیکیبو (به ژاپنی: 紫式部集 むらさきしきぶしゅう)، مجموعه ای از اشعار ژاپنی موراساکی شیکیبو است. از طریق تجزیه و تحلیل اشعار واکا منتشر شده، می‌توان به پیشینه ایدئولوژیک موراساکی شیکیبو و تغییرات روانی که در طول زندگی خود تجربه کرد، مانند جس بی‌معنی بودن و پوچی که در زندگی خود احساس می‌کرد، پی برد. آثار او به‌طور کلی به دو لایه تقسیم می‌شود، نیمه اول زندگی او پر از آثار روشن و مثبت است، در حالی که نیمه دوم زندگی او سبکی منفی و منزوی دارد.